# Romwalter Károly
Romwalter Károly (Kőszeg, 1825. május 26. – Sopron, 1902. március 26.) soproni nyomdász.

## Élete
A szakmát Bécsben, Pozsonyban és Sopronban tanulta ki, majd 1850-ben megvette Sopronban az 1734-ben alapított, Lenck Sámuel-féle nyomdát. Az üzemet 1895 körül kőnyomó intézettel bővítette. Elsősorban igényes technikákkal nyomott tudományos könyveivel vált ismertté.

## Lokálpatriotizmusa
Lelkes tagja volt az 1869-ben alapított Soproni Városszépítő Egyesületnek, és annak választmányába is beválasztották. Elkötelezett híve volt az akkoriban egyre népszerűbb turistáskodásnak, aminek fejlesztése érdekében 1876-ban fiával közösen, saját pénzükön kilátót ácsoltattak a város határának egyik, 398 m-re emelkedő dombján.
A dombot később róla nevezték el Károly-magaslatnak és a kilátót Károly-kilátónak. A faépítmény a 20. század elejére balesetveszélyessé vált, ezért egy 23 m magas kőépülettel váltották fel, de a neve továbbra is Romwalter Károly emlékét őrzi.
Ő adta ki azt a Sopron-útikalauzt, aminek térképmellékletein először tüntették fel azokat a turistautakat, amiket Muck Endre épített ki a hegységben.